# Интерконтинентални куп у фудбалу
Интерконтинентални куп (1960—2004, познат и као Тојота куп од 1980) је био редован годишњи сусрет између првака Европе УЕФА - победника Лиге шампиона и првака Јужне Америке КОНМЕБОЛ - победника Купа Либертадорес. Од 2005. га је наследило Светско клупско првенство у фудбалу у којем учествују прваци 6 светских региона.
У периоду од 1960. до 1979. играле су се две утакмице у земљама екипа које играју у финалу. Ако би свака екипа добила по једну утакмицу онда се играла нова утакмица два дана после одигравања друге утакмице на терену домаћина друге утакмице.
Од 1980. до 2004. године такмичење се назива и Тојота куп због спонзора познате јапанске аутоиндустрије. У том периоду играла се само једна утакмица. До 2001. године утакмица се играла на Националном стадиону у Токију у Јапану. Последње три године овог такмичења (2002—2004) утакмице су игране на Међународном стадиону у Јокохами.
Једини освајач овог трофеја из Србије је Црвена звезда, која је 1991. године савладала Коло-Коло, чилеанског првака и освајача Купа Либертадорес. Октобра 2017. године, ФИФА је званично признала све освајаче купа као светске шампионе.

## Резултати

### Интерконтинентални куп у периоду (1960–1979)
| Година | Екипа домаћин                                                                                   | Резултат              | Гостујућа екипа        | Стадион                               |
| ------ | ----------------------------------------------------------------------------------------------- | --------------------- | ---------------------- | ------------------------------------- |
| 1960.  | Пењарол Монтевидео                                                                              | 0 - 0                 | Реал Мадрид            | Стадион Сентенарио, Монтевидео        |
| 1960.  | Реал Мадрид                                                                                     | 5 - 1                 | Пењарол Монтевидео     | Сантијаго Бернабеу, Мадрид            |
| 1960.  | Победник је Реал Мадрид са укупно освојена три бода.                                            |                       |                        |                                       |
| 1961.  | Бенфика Лисабон                                                                                 | 1 - 0                 | Пењарол Монтевидео     | Стадион да Луз, Лисабон               |
| 1961.  | Пењарол Монтевидео                                                                              | 5 - 0                 | Бенфика Лисабон        | Стадион Сентенарио, Монтевидео        |
| 1961.  | Пењарол Монтевидео                                                                              | 2 - 1                 | Бенфика Лисабон        | Стадион Сентенарио, Монтевидео        |
| 1961.  | Обе екипе су освојиле по два бода, Пењарол Монтевидео је победио у трећој утакмици.             |                       |                        |                                       |
| 1962.  | Сантос                                                                                          | 3 - 2                 | Бенфика Лисабон        | Маракана, Рио де Женеиро              |
| 1962.  | Бенфика Лисабон                                                                                 | 2 - 5                 | Сантос                 | Стадион да Луз, Лисабон               |
| 1962.  | Победник је Сантос са освојена четири бода.                                                     |                       |                        |                                       |
| 1963.  | Милан                                                                                           | 4 - 2                 | Сантос                 | Стадион Ђузепе Меаца, Милано          |
| 1963.  | Сантос                                                                                          | 4 - 2                 | Милан                  | Стадион Сентенарио, Монтевидео        |
| 1963.  | Сантос                                                                                          | 1 - 0                 | Милан                  | Стадион Сентенарио, Монтевидео        |
| 1963.  | Обе екипе су освојиле по два бода, Сантос је победио у трећој утакмици.                         |                       |                        |                                       |
| 1964.  | Индепендијенте                                                                                  | 1 - 0                 | Интер Милано           | Ла Добле Висера, Авељанеда            |
| 1964.  | Интер Милано                                                                                    | 2 - 0                 | Индепендијенте         | Стадион Ђузепе Меаца, Милано          |
| 1964.  | Интер Милано                                                                                    | 1 - 0 (прод.)         | Индепендијенте         | Сантијаго Бернабеу, Мадрид            |
| 1964.  | Обе екипе су освојиле по два бода, Интер Милано је победио у трећој утакмици после продужетака. |                       |                        |                                       |
| 1965.  | Интер Милано                                                                                    | 3 - 0                 | Индепендијенте         | Стадион Ђузепе Меаца, Милано          |
| 1965.  | Индепендијенте                                                                                  | 0 - 0                 | Интер Милано           | Ла Добле Висера, Авељанеда            |
| 1965.  | Победио је Интер Милано са укупно освојена три бода.                                            |                       |                        |                                       |
| 1966.  | Пењарол Монтевидео                                                                              | 2 - 0                 | Реал Мадрид            | Стадион Сентенарио, Монтевидео        |
| 1966.  | Реал Мадрид                                                                                     | 0 - 2                 | Пењарол Монтевидео     | Сантијаго Бернабеу, Мадрид            |
| 1966.  | Победио је Пењарол Монтевидео са укупно освојена четири бода.                                   |                       |                        |                                       |
| 1967.  | Селтик Глазгов                                                                                  | 1 - 0                 | Расинг Авељанеда       | Хемпден парк, Глазгов                 |
| 1967.  | Расинг Авељанеда                                                                                | 2 - 1                 | Селтик Глазгов         | Стадион Хуан Доминго Перон, Авељанеда |
| 1967.  | Расинг Авељанеда                                                                                | 1 - 0                 | Селтик Глазгов         | Стадион Сентенарио, Монтевидео        |
| 1967.  | Обе екипе су освојиле по два бода, Расинг Авељанеда је победио у трећој утакмици.               |                       |                        |                                       |
| 1968.  | Естудијантес Ла Плата                                                                           | 1 - 0                 | Манчестер јунајтед     | Ла Бомбоњера, Буенос Ајрес            |
| 1968.  | Манчестер јунајтед                                                                              | 1 - 1                 | Естудијантес Ла Плата  | Олд Трафорд, Манчестер                |
| 1968.  | Победио је Естудијантес Ла Плата са укупно освојена три бода.                                   |                       |                        |                                       |
| 1969.  | Милан                                                                                           | 3 - 0                 | Естудијантес Ла Плата  | Стадион Сан Сиро, Милан               |
| 1969.  | Естудијантес Ла Плата                                                                           | 1 - 2                 | Милан                  | Ла Бомбоњера, Буенос Ајрес            |
| 1969.  | Победио је Милан са четири освојена бода.                                                       |                       |                        |                                       |
| 1970.  | Естудијантес Ла Плата                                                                           | 2 - 2                 | Фајенорд Ротердам      | Ла Бомбоњера, Буенос Ајрес            |
| 1970.  | Фајенорд Ротердам                                                                               | 1 - 0                 | Естудијантес Ла Плата  | Стадион Фајенорд, Ротердам            |
| 1970.  | Победио је Фајенорд Ротердам са укупно освојена три бода.                                       |                       |                        |                                       |
| 1971.  | Панатинаикос                                                                                    | 1 - 1                 | Насионал Монтевидео    | Стадион Карајскакис, Атина            |
| 1971.  | Насионал Монтевидео                                                                             | 2 - 1                 | Панатинаикос           | Стадион Сентенарио, Монтевидео        |
| 1971.  | Победио је Насионал Монтевидео са укупно освојена три бода                                      |                       |                        |                                       |
| 1972.  | Индепендијенте                                                                                  | 1 - 1                 | Ајакс                  | Ла Добле Висера, Авељанеда            |
| 1972.  | Ајакс                                                                                           | 3 - 0                 | Индепендијенте         | Олимпијски стадион, Амстердам         |
| 1972.  | Победио је Ајакс са укупно освојена три бода.                                                   |                       |                        |                                       |
| 1973.  | Јувентус                                                                                        | 0 - 1                 | Индепендијенте         | Стадион Олимпико, Рим                 |
| 1973.  | Друга утакмица није одиграна, Индепендијенте победио.                                           |                       |                        |                                       |
| 1974.  | Индепендијенте                                                                                  | 1 - 0                 | Атлетико Мадрид        | Ла Добле Висера, Авељанеда            |
| 1974.  | Атлетико Мадрид                                                                                 | 2 - 0                 | Индепендијенте         | Стадион Висенте Калдерон, Мадрид      |
| 1974.  | Атлетико Мадрид победио је захваљујући већем броју постигнутих погодака.                        |                       |                        |                                       |
| 1975.  | Куп није одржан 1975.                                                                           | Куп није одржан 1975. | Куп није одржан 1975.  | Куп није одржан 1975.                 |
| 1976.  | Бајерн Минхен                                                                                   | 2 - 0                 | Крузеиро               | Олимпијски стадион Минхен, Минхен     |
| 1976.  | Крузеиро                                                                                        | 0 - 0                 | Бајерн Минхен          | Стадион Минеирао, Бело Хоризонте      |
| 1976.  | Победио је Бајерн Минхен са укупно освојена три бода.                                           |                       |                        |                                       |
| 1977.  | Бока јуниорс                                                                                    | 2 - 2                 | Борусија Менхенгладбах | Ла Бомбоњера, Буенос Ајрес            |
| 1977.  | Борусија Менхенгладбах                                                                          | 0 - 3                 | Бока јуниорс           | Вилдпарк стадион, Карлсруе            |
| 1977.  | Победила је Бока јуниорс са укупно освојена три бода.                                           |                       |                        |                                       |
| 1978.  | Куп није одржан 1978.                                                                           | Куп није одржан 1978. | Куп није одржан 1978.  | Куп није одржан 1978.                 |
| 1979.  | Малме                                                                                           | 0 - 1                 | Олимпија Асунсион      | Стадион Малме, Малме                  |
| 1979.  | Олимпија Асунсион                                                                               | 2 - 1                 | Малме                  | Стадион Дефенсорес дел Чако, Асунсион |
| 1979.  | Победила је Олимпија Асунсион са четири освојена бода.                                          |                       |                        |                                       |

### Интерконтинентални куп (1980–2004)
| Година | 1. екипа            | Резултат      | 2. екипа            | Стадион                       |
| ------ | ------------------- | ------------- | ------------------- | ----------------------------- |
| 1980.  | Насионал Монтевидео | 1 - 0         | Нотинген Форест     | Олимпијски стадион, Токио     |
| 1981.  | Фламенго            | 3 - 0         | Ливерпул            | Олимпијски стадион, Токио     |
| 1982.  | Пењарол Монтевидео  | 2 - 0         | Астон Вила          | Олимпијски стадион, Токио     |
| 1983.  | Гремио Порто Алегре | 2 - 1 (прод.) | Хамбургер           | Олимпијски стадион, Токио     |
| 1984.  | Индепендијенте      | 1 - 0         | Ливерпул            | Олимпијски стадион, Токио     |
| 1985.  | Јувентус            | 2 - 2         | Аргентинос јуниорс  | Олимпијски стадион, Токио     |
| 1985.  | 4-3 пен.            |               |                     | Олимпијски стадион, Токио     |
| 1986.  | Ривер Плејт         | 1 - 0         | Стеауа Букурешт     | Олимпијски стадион, Токио     |
| 1987.  | Порто               | 2 - 1 (прод.) | Пењарол Монтевидео  | Олимпијски стадион, Токио     |
| 1988.  | Насионал Монтевидео | 2 - 2         | ПСВ Ајндховен       | Олимпијски стадион, Токио     |
| 1988.  | 7-6 пен.            |               |                     |                               |
| 1989.  | Милан               | 1 - 0 (прод.) | Атлетико Насионал   | Олимпијски стадион, Токио     |
| 1990.  | Милан               | 3 - 0         | Олимпија Асунсион   | Олимпијски стадион, Токио     |
| 1991.  | Црвена звезда       | 3 - 0         | Коло Коло           | Олимпијски стадион, Токио     |
| 1992.  | Сао Пауло           | 2 - 1         | Барселона           | Олимпијски стадион, Токио     |
| 1993.  | Сао Пауло           | 3 - 2         | Милан               | Олимпијски стадион, Токио     |
| 1994.  | Велез Сарсфилд      | 2 - 0         | Милан               | Олимпијски стадион, Токио     |
| 1995.  | Ајакс               | 0 - 0         | Гремио Порто Алегре | Олимпијски стадион, Токио     |
| 1995.  | 4-3 пен.            |               |                     | Олимпијски стадион, Токио     |
| 1996.  | Јувентус            | 1 - 0         | Ривер Плејт         | Олимпијски стадион, Токио     |
| 1997.  | Борусија Дортмунд   | 2 - 0         | Крузеиро            | Олимпијски стадион, Токио     |
| 1998.  | Реал Мадрид         | 2 - 1         | Васко да Гама       | Олимпијски стадион, Токио     |
| 1999.  | Манчестер јунајтед  | 1 - 0         | Палмеирас           | Олимпијски стадион, Токио     |
| 2000.  | Бока јуниорс        | 2 - 1         | Реал Мадрид         | Олимпијски стадион, Токио     |
| 2001.  | Бајерн Минхен       | 1 - 0 (прод.) | Бока јуниорс        | Олимпијски стадион, Токио     |
| 2002.  | Реал Мадрид         | 2 - 0         | Олимпија Асунсион   | Међународни стадион, Јокохама |
| 2003.  | Бока јуниорс        | 1 - 1         | Милан               | Међународни стадион, Јокохама |
| 2003.  | 3-1 пен.            |               |                     | Међународни стадион, Јокохама |
| 2004.  | Порто               | 0 - 0         | Онсе Калдас         | Међународни стадион, Јокохама |
| 2004.  | 8-7 пен.            |               |                     | Међународни стадион, Јокохама |

### Преглед успеха клубова
| Клуб                      | Држава      | Победник          | Финалист                |
| Милан                     | Италија     | 1969, 1989, 1990. | 1963, 1993, 1994, 2003. |
| Реал Мадрид               | Шпанија     | 1960, 1998, 2002. | 1966, 2000.             |
| Пењарол Монтевидео        | Уругвај     | 1961, 1966, 1982. | 1960, 1987.             |
| Бока јуниорс              | Аргентина   | 1977, 2000, 2003. | 2001.                   |
| Насионал Монтевидео       | Уругвај     | 1971, 1980, 1988. |                         |
| Индепендијенте Авељанеда  | Аргентина   | 1973, 1984.       | 1964, 1965, 1972, 1974. |
| Јувентус                  | Италија     | 1985, 1996.       | 1973.                   |
| Сантос                    | Бразил      | 1962, 1963.       |                         |
| Интер Милано              | Италија     | 1964, 1965.       |                         |
| Ајакс                     | Холандија   | 1972, 1995.       |                         |
| Бајерн Минхен             | Немачка     | 1976, 2001.       |                         |
| Порто                     | Португалија | 1987, 2004.       |                         |
| Сао Пауло                 | Бразил      | 1992, 1993.       |                         |
| Естудијантес Ла Плата     | Аргентина   | 1968.             | 1969, 1970.             |
| Олимпија Асунсион         | Парагвај    | 1979.             | 1990, 2002.             |
| Манчестер јунајтед        | Енглеска    | 1999.             | 1968.                   |
| Гремио Порто Алегре       | Бразил      | 1983.             | 1995.                   |
| Ривер Плејт               | Аргентина   | 1986.             | 1996.                   |
| Расинг Авељанеда          | Аргентина   | 1967.             |                         |
| Фајенорд Ротердам         | Холандија   | 1970.             |                         |
| Атлетико Мадрид           | Шпанија     | 1974.             |                         |
| Фламенго                  | Бразил      | 1981.             |                         |
| Црвена звезда             | Србија      | 1991.             |                         |
| Велез Сарсфилд            | Аргентина   | 1994.             |                         |
| Борусија Дортмунд         | Немачка     | 1997.             |                         |
| Бенфика Лисабон           | Португалија |                   | 1961, 1962.             |
| Крузеиро                  | Бразил      |                   | 1976, 1997.             |
| Ливерпул                  | Енглеска    |                   | 1981, 1984.             |
| Селтик                    | Шкотска     |                   | 1967.                   |
| Панатинаикос              | Грчка       |                   | 1971.                   |
| Борусија Менхенгладбах    | Немачка     |                   | 1977.                   |
| Малме                     | Шведска     |                   | 1979.                   |
| Нотингем Форест           | Енглеска    |                   | 1980.                   |
| Астон Вила                | Енглеска    |                   | 1982.                   |
| Хамбургер                 | Немачка     |                   | 1983.                   |
| Аргентинос јуниорс        | Аргентина   |                   | 1985.                   |
| Стеауа Букурешт           | Румунија    |                   | 1986.                   |
| ПСВ Ајндховен             | Холандија   |                   | 1988.                   |
| Атлетико Насионал Медељин | Колумбија   |                   | 1989.                   |
| Коло Коло                 | Чиле        |                   | 1991.                   |
| Барселона                 | Шпанија     |                   | 1992.                   |
| Васко да Гама             | Бразил      |                   | 1998.                   |
| Палмеирас                 | Бразил      |                   | 1999.                   |
| Онсе Калдас               | Колумбија   |                   | 2004.                   |

### Преглед успеха по државама
| Држава                      | Победа | Финала | Укупно |
| Аргентина                   | 9      | 7      | 16     |
| Италија                     | 7      | 5      | 12     |
| Бразил                      | 6      | 5      | 11     |
| Уругвај                     | 6      | 2      | 8      |
| Шпанија                     | 4      | 3      | 7      |
| Немачка                     | 3      | 2      | 5      |
| Холандија                   | 3      | 1      | 4      |
| Португалија                 | 2      | 2      | 4      |
| Енглеска                    | 1      | 5      | 6      |
| Парагвај                    | 1      | 2      | 3      |
| Србија                      | 1      |        | 1      |
| Колумбија                   |        | 2      | 2      |
| Шкотска                     |        | 1      | 1      |
| Грчка                       |        | 1      | 1      |
| Шведска                     |        | 1      | 1      |
| Румунија                    |        | 1      | 1      |
| Чиле                        |        | 1      | 1      |
| Државе које више не постоје |        |        |        |
| Западна Немачка             | 1      | 2      | 3      |
| СФРЈ                        | 1      |        | 1      |